# Plastiras-Stausee
Der Plastiras-Stausee (griechisch τεχνητή λίμνη Πλαστήρα techniti limni Plastira) ist ein Stausee in Griechenland. Der Stausee befindet sich in Thessalien und liegt im Regionalbezirk Karditsa. Die Fläche umfasst 22,180 km², die Nord-Süd-Ausdehnung (Länge) beträgt 13,760 km und die maximale Breite 4,330 km. Der Stausee wird primär als Wasserspeicher und zur Gewinnung von elektrischer Energie genützt. Heute wird der Stausee auch touristisch genutzt (Badestrände und Bootssport), der stark schwankende Wasserspiegel erschwert jedoch diese Bestrebungen.

## Staumauer
Die Staumauer befindet sich am südlichen Ende des Sees. Sie wurde von 1958 bis 1962 errichtet, sie ist – so wie der See selbst – nach dem griechischen Premierminister Nikolaos Plastiras benannt. Die Staumauer des Plastiras-Stausees ist 83 m hoch und ca. 200 m breit. Über die Mauerkrone führt eine einspurige, frei befahrbare Straße (Gegenverkehrsbereich mit Ampelregelung).

## Geografische Lage
Die den See umgebende Landschaft unterteilt sich in zwei unterschiedliche Charaktere. Dem südlichen Abschnitt unmittelbar in der Nähe des Damms verleiht die vorherrschende enge Tallandschaft eine fjordähnliche Erscheinung. Beim nördlichen Teil des Seebeckens dagegen fällt das Ufer flach zum Wasser hin ab, die Landschaft erscheint weitläufig. Der See wird im Westen von den Ausläufern des Pindos-Gebirges abgegrenzt, im Osten fällt die Landschaft hinter einer Hügelkette in einer markanten Geländestufe ab zur thessalischen Ebene. Der See wird von vielen kleineren Zuflüssen gespeist, die im westlich des Sees gelegenen Pindos-Gebirges entspringen. Aus dem See tritt der Fluss Tavropos, der wiederum einen Zufluss des Kremasta-Stausee bildet.

## Besiedlung
Direkt am Ufer des Stausees gibt es naturgemäß keine historischen Siedlungen, nur bei der Ortschaft Kalibia gibt es eine Stichstraße bis zum Seeufer mit Stränden und ein paar neu errichteten Gebäuden. Um den See gibt es eine Ringstraße, die alle Orte in der näheren Umgebung des Sees erschließt. Größere Orte sind Morfovouni und Kerasea im Norden des Sees, Kalibia und Neochori im Westen sowie Kastani im Süden. Neben den Dörfern gibt es zwei Klosteranlagen in der Umgebung des Sees, das Koronaskloster im Osten des Sees bei Morfovouni und das Pelikitiskloster im Westen. Letzteres liegt hoch über dem See mit Blick auf den südlichen Teil des Sees. Beide Klöster sind auf einer Asphaltstraße erreichbar.

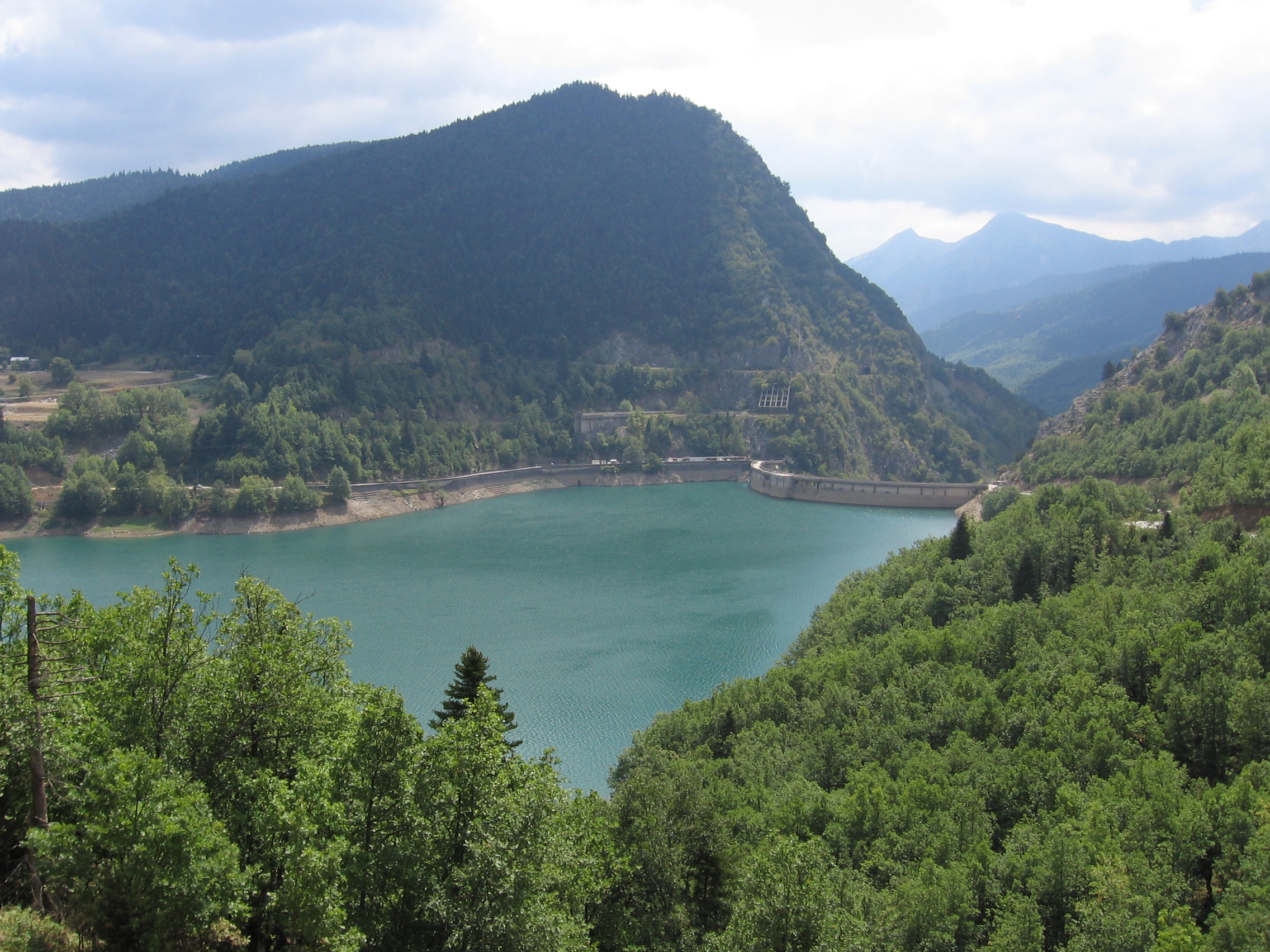
Blick zum Staudamm
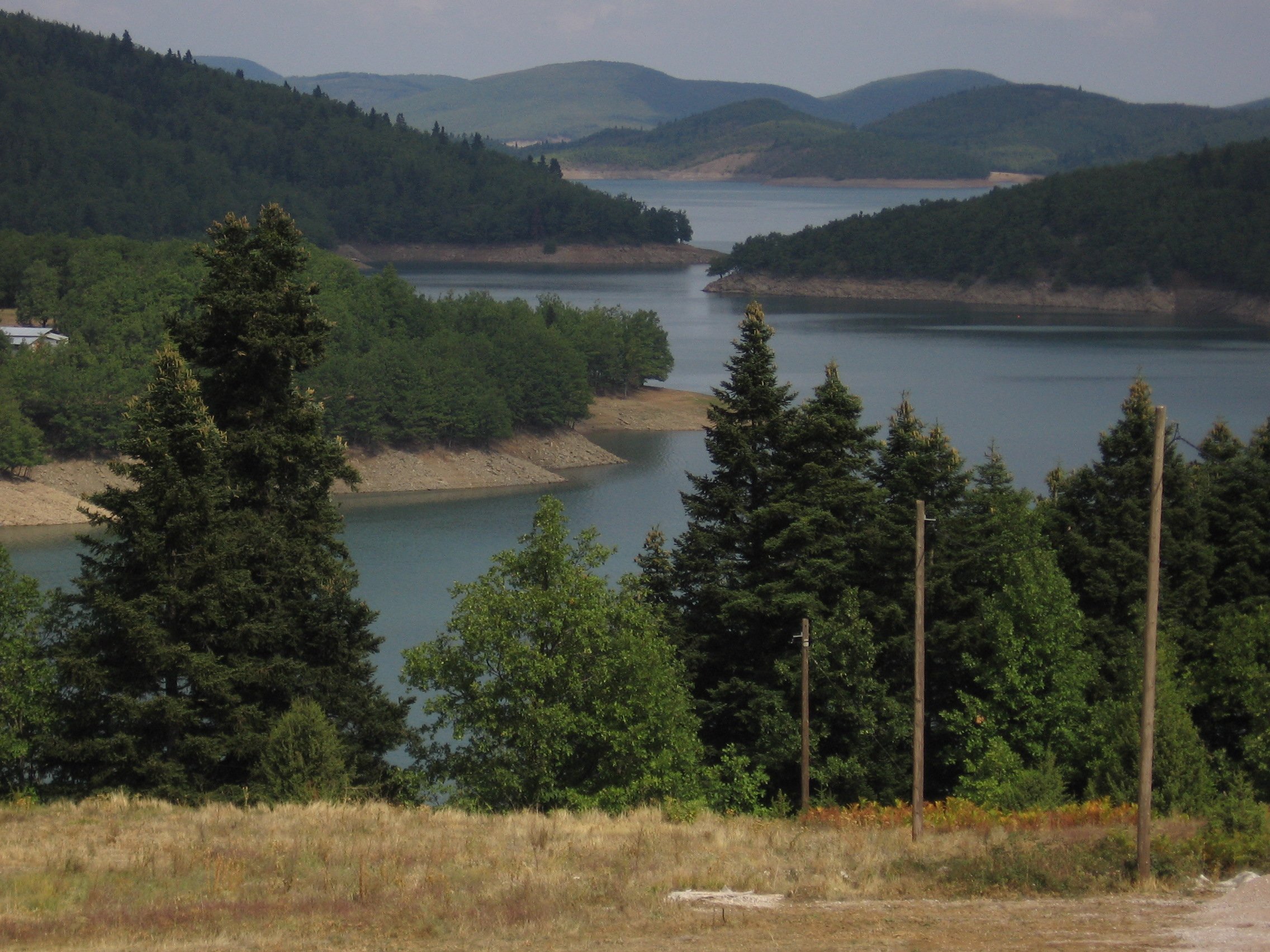
Der fjordartige Abschnitt im südlichen Teil
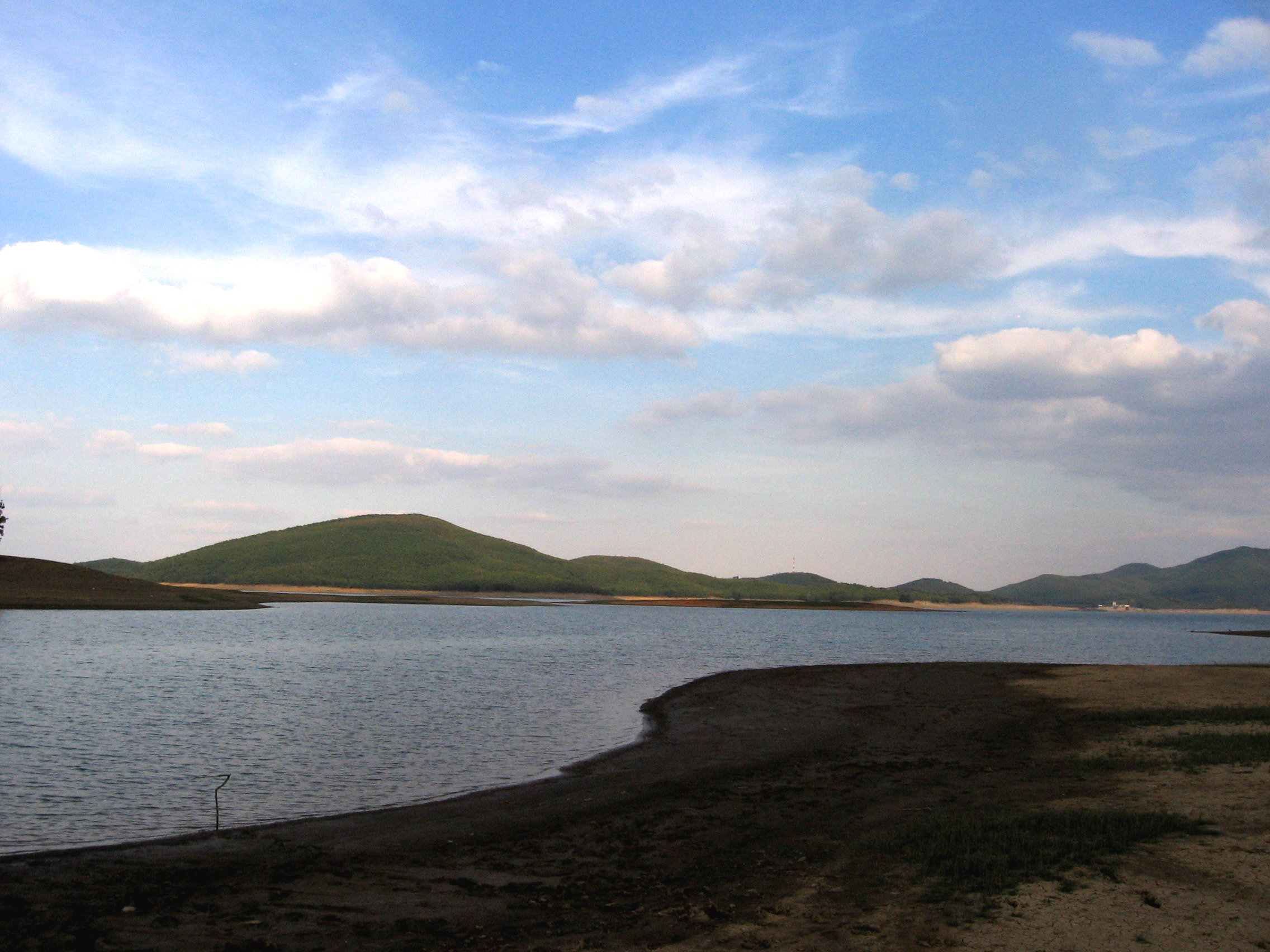
Der weitläufige Abschnitt im nördlichen Teil
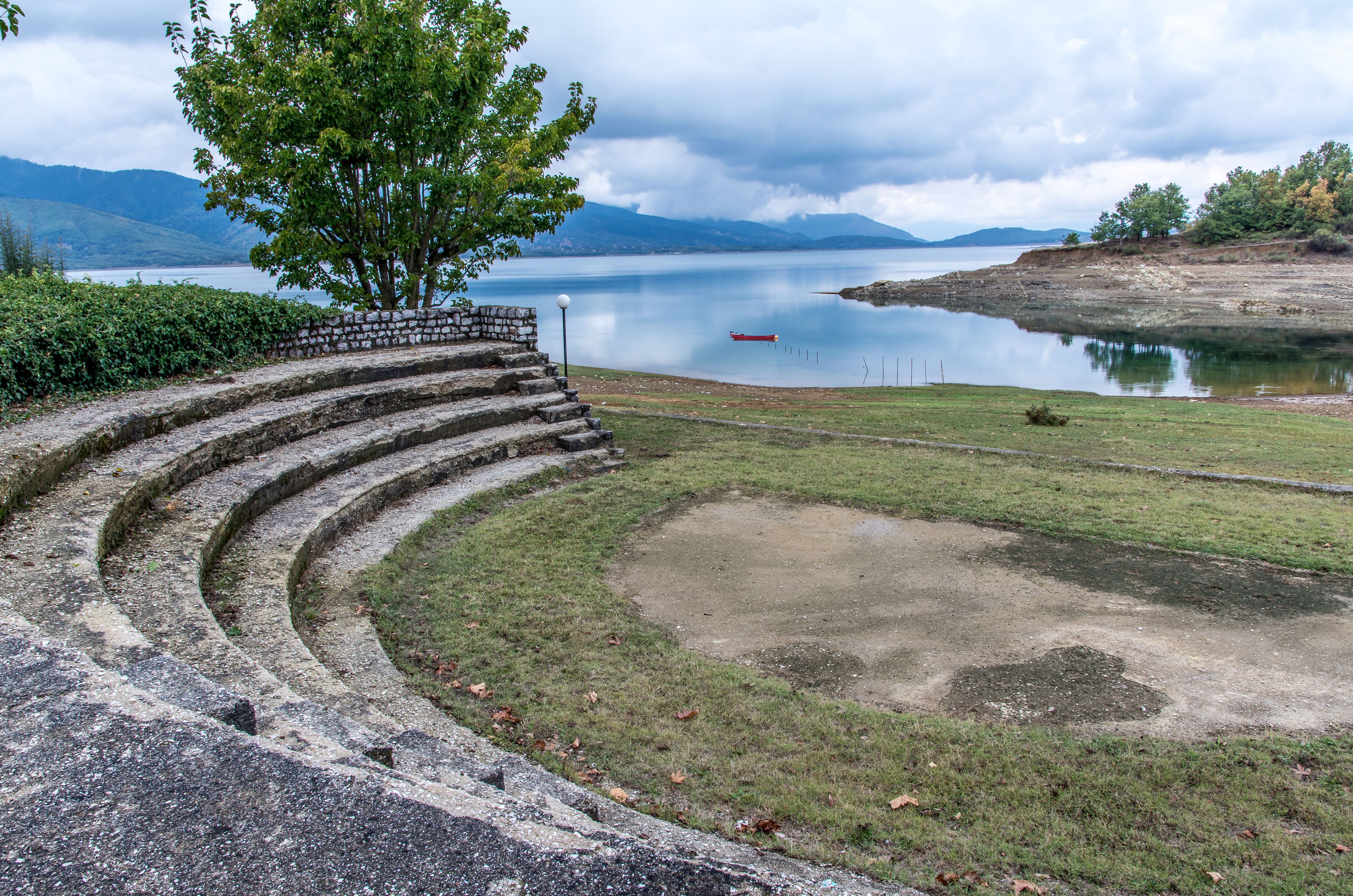
See am Plaz Lamperou